# Lycée français de Caracas
Le Lycée français de Caracas au Venezuela (espagnol : Colegio Francia Caracas) compte parmi ses anciens élèves l'ancien Premier Ministre, Dominique de Villepin qui en fut l'élève dans les années 1960 à la même époque que la comédienne et romancière Anne Wiazemsky et son frère Pierre devenu le dessinateur Wiaz.

Ouvert le 15 septembre 1952, initialement appelé Liceo Pascal par S.E.M Pierre Arnal, Ambassadeur de France au Venezuela et Simon Planas Suarez, Ministre Plénipotentiaire du Venezuela sont les présidents honorifiques du Comité fondateur et le Dr Enrique Tejera (ancien ministre de l’Éducation).